# Forever Amber
Forever Amber is een Amerikaanse dramafilm uit 1947 onder regie van Otto Preminger en John M. Stahl. Het scenario is gebaseerd op de gelijknamige roman uit 1944 van Amerikaanse auteur Kathleen Winsor. De film werd destijds in Nederland uitgebracht onder de titel Amber.

## Verhaal
In het Engeland van de 17e eeuw wordt het arme weeskind Amber verliefd op Bruce Carlton. Ze volgt hem naar Londen en komt zo terecht in de hogere kringen. Wanneer Bruce haar verlaat, maakt ze kennis met kapitein Rex Morgan. Hij bezorgt haar een rol in de koninklijke schouwburg. Dan komt het tot een confrontatie tussen Carlton en Morgan.

## Rolverdeling
| Acteur            | Personage              |
| ----------------- | ---------------------- |
| Linda Darnell     | Amber St. Clair        |
| Cornel Wilde      | Bruce Carlton          |
| Richard Greene    | Harry Almsbury         |
| George Sanders    | Koning Karel II        |
| Glenn Langan      | Kapitein Rex Morgan    |
| Richard Haydn     | Graaf van Radcliffe    |
| Jessica Tandy     | Nan Britton            |
| Anne Revere       | Mother Red Cap         |
| John Russell      | Black Jack Mallard     |
| Jane Ball         | Corinne Carlton        |
| Robert Coote      | Thomas Dudley          |
| Leo G. Carroll    | Matt Goodgroome        |
| Natalie Draper    | Gravin van Castlemaine |
| Margaret Wycherly | Mevrouw Spong          |
| Alma Kruger       | Lady Redmond           |